# 1903
1903 (MCMIII) var ett normalår som började en torsdag i den gregorianska kalendern och ett normalår som började en onsdag i den julianska kalendern.

## Händelser

### Januari
- 2 januari – USA:s president Theodore Roosevelt stänger ett postkontor i Indianola i Michigan efter att ledningen vägrat anställa en svart postkassörska.
- 5 januari – Telegrafkabeln mellan San Francisco och Hawaii öppnas för allmänheten.
- 22 januari – USA tar över bygget av Panamakanalen [1].
- 31 januari – Ett jordkast uppstår i Glumstorp norr om Kristinehamn.

### Februari
- 2 februari – 20-årige James Joyce lämnar föräldrahemmet i Dublin och slår sig ner i Paris [1].
- 3 februari – Brittiska styrkor intar staden Kano i norra Nigeria. Då mord på britter ägt rum i landets södra delar och mördarna flytt norröver belägrar britterna landets norra delar. När Kano fallit fogar sig stamhövdingarna för indirekt brittiskt styre. 1906 bildas den brittiska kolonin Nigeria.
- 10 februari – Den svenska riksdagen debatterar den gifta kvinnans myndighet och rätt att själv disponera sin egendom [2].
- 15 februari
  - Svenska Aeronautiska Sällskapets vätgasballong Svenske sliter sig och återfinns aldrig.
  - Liberalen Carl Lindhagen går i den svenska riksdagen i bräschen för en lagändring vad gäller kvinnans rätt att bestämma över sig själv. Enligt svenska giftermålsbalken är gifta kvinnor omyndiga [3].
  - Maskinfabriks AB Scania i Malmö börjar serietillverka 4-sitsiga personbilar [4]
- 28 februari – Ett jordkast uppstår i Grums.

### Mars
- 14 mars – Panamafördraget skrivs under [5].
- 22 mars – USA får rätt att upprätta flottbaser i Guantanamo (Guantánamobasen) och Batria Honda [5].
- 23–31 mars – USA skickar soldater till Honduras för att skydda USA:s konsulat och ångbåten Wharf i Puerto Rico medan revolutionär aktivitet pågår [6].
- 24 mars – Norge får rätt att ha sina egna konsulat i utlandet [3].
- 30 mars–21 april – USA skickar soldater till Dominikanska republiken för att skydda USA:s intressen under revolutionär aktivitet pågår [6].

### April
- 1 april – Lysekils köping i Sverige får stadsprivilegium.
- 4 april – Margaret Ann Neve avlider och därmed den sista levande person född på 1700-talet. Född 17 mars 1792, blev 110 år.

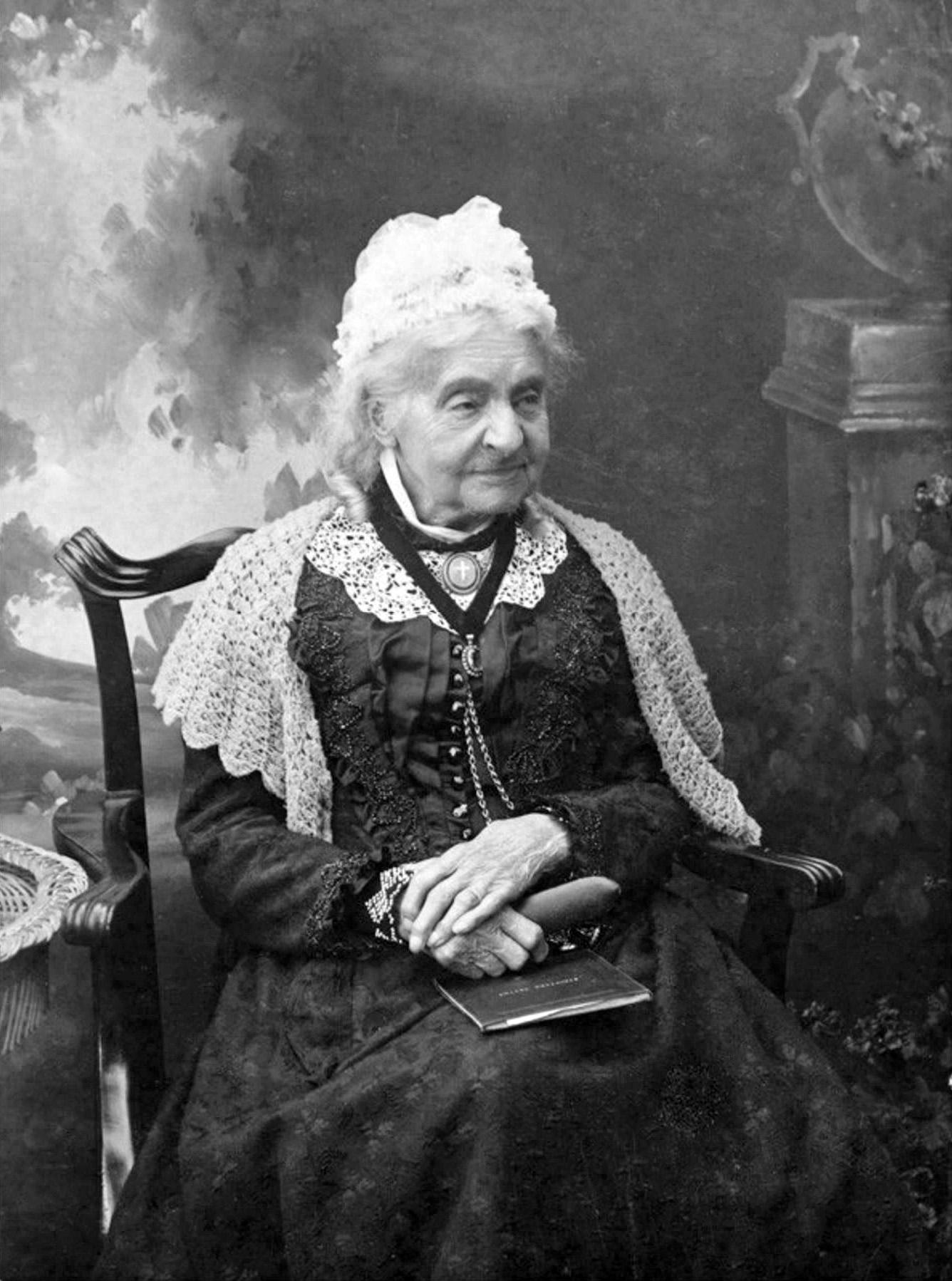
Margaret Ann Neve i juli 1902.

- 16 april – En av de värsta judepogromerna i det nya århundradet inträffar i den ryska staden Kishinev. Händelsen ger ytterligare näring åt den Sionistiska rörelsen.
- 24 april – Nikolaj Bobrikov, rysk generalguvernör i Finland, utvisar nio finlandssvenska män till Stockholm där de berättar om husundersökningar och andra övergrepp [3].
- 19 april – Befolkningen i ryska Kishnev anställer massaker på judar. 49 personer dödas, och många migrerar till USA [1].
- 26 april – Den spanska fotbollsklubben Atlético Madrid bildas.

### Maj
- 1 maj – Första framträdandet för Musikkåren Kamraterna med revelj på Stora Torget, Alingsås och marsch inom ringgatorna i samarbete med Godtemplarmusikkåren.
- 16 maj – Sveriges första automobilutställning öppnas i Stockholm [2] vid idrottsparken. Utställningen är internationell, och representeras av 20 utställare [3]. Där ses bland annat en tresitsig amerikansk Oldsmobile på 4 1/2 hästkrafter.
- 20 maj
  - Wilhelm Peterson-Bergers opera Ran uruppförs på Operan i Stockholm [2]. Det är hans första opera [3].
  - Sveriges första automobilklubb bildas.
- 31 maj
  - I Sverige bildas Socialdemokraternas Ungdomsförbund med Karl Gustav Ossiannilsson som förste ordförande [4]. Andra ledande krafter är Fabian Månsson, Per Albin Hansson, Gustav Möller och Rickard Sandler [3]. Förbundet ger ut tidningen Fram och slår ut de anarkistiska Ungsocialisterna som socialdemokraternas ungdomsförbund.
- Svenska gymnastik- och idrottsföreningarnas riksförbund bildas i Sverige, varmed den svenska idrotten får en enhetlig ledning. Förbundet förbjuder professionalisering inom alla Sveriges sportgrenar.

### Juni
- 2 juni – Ett specialsanatorium för barn öppnas i Vejbystrand.
- 11 juni – Alexander I Obrenovich (1876–1903), kung av Serbien från 1889, och hans gemål Draga Maschin mördas i kungliga palatset i Belgrad av sammansvurna liberala officerare ur serbiska armén [7].
- 15 juni – De armeniska kyrkogodsen i Ryssland dras in till staten.
- 16 juni
  - Henry Ford börjar försäljningen av sin första bilmodell [5], Model A till ett pris av 850 dollar.
  - Roald Amundsen ger sig av mot Nordvästpassagen [1].
- 19 juni – Den första Lapplandsexpressen avgår från Stockholm till Narvik. Resan tar 48 timmar på den just fullbordade banan förbi Riksgränsen [2]. Tåget går via Kiruna [3].
- 20 juni – Sverige avstår sina anspråk på Wismar till Mecklenburg, som Sverige 1803 pantsatte staden till på hundra år, genom ett fördrag i Stockholm. Därmed blir staden helt införlivad i Tyskland.
- 28 juni – En järnvägsbro rasar i Cenicera, Spanien och 110 personer omkommer vid den första verkligt stora tågolyckan i Europa [8].
- 30 juni – Författaren Frida Stéenhoff introducerar ordet feminism i Sverige med föredraget "Feminismens moral" som hon höll i Sundsvall denna dag.[9]

### Juli
- 1 juli
  - Tidningen L' Auto startar cykelloppet Tour de France [1].
  - Konkurrensen mellan Telegrafverket och Stockholms Allmänna Telefonaktiebolag (SAT) leder till, att samtrafiken mellan näten helt upphör. Därmed är SAT:s abonnenter helt avskurna från övriga Sveriges telefonnät, som innehas av Telegrafverket. De båda bolagen börjar då konkurrera med varandra på olika sätt, vilket kommer att fortgå till 1918.
- 4 juli – USA:s president Theodore Roosevelt sänder det första telegrammet genom Stillahavskabeln som förbinder San Francisco och Manila.
- 19 juli – Maurice Garin vinner första Tour de France [4]. 21 av de 60 startande fullföljer tävlingen  [1].
- 20 juli – Makedonier gör revolt mot osmanska överhögheten [5].
- Juli – Ofotenbanan till Narvik invigs.

### Augusti
- 4 augusti – Sedan Leo XIII har avlidit den 20 juli väljs Giuseppe Melchiorre Sarto till påve och tar namnet Pius X.
- 23 augusti
  - Under ett möte i Bryssel delas det ryska socialdemokratiska arbetarpartiet i två fraktioner. Den revisionistiska benämns mensjeviker (minoritetsmän), och den radikala benämns bolsjeviker (majoritetsmän)  [1].
  - Theodor Herzl slår fast att ny judisk stat skall byggas i Palestina [1].
- 25 augusti – Den svenska fotbollsklubben GIF Sundsvall bildas.
- 30 augusti – Den amerikanska motorcykeltillverkaren Harley-Davidson grundas.

### September
- 7–12 september – USA skickar soldater till Beirut för att skydda amerikanska konsulatet då ett lokalt uppror bland muslimerna fruktas [6].
- 12 september – 60-årsfirande svenska operasångerskan Kristina Nilsson besöker Stockholm för första gången sedan 1885, och stora folkmassor väntar när hon går av tåget på Stockholms centralstation [4]. Hon sjunger dock inget denna gång [1].
- 17 september – Agnes Arvidson avlägger som första kvinna i Sverige apotekarexamen.
- 29 september – Niue skiljs från Cooköarna [10].

### Oktober
- 10 oktober – I Manchester bildas Women’s Social and Political Union (WSPU), den s.k. Suffragettrörelsen av Emmeline Pankhurst och hennes döttrar Christabel och Sylvia. Rörelsens mål är att, med alla medel (även olagliga och våldsamma), genomdriva sina krav på kvinnlig politisk rösträtt.
- 12 oktober – Tjajkovskijs opera Eugen Onegin (1879) har premiär på Operan i Stockholm. Huvudrollen som Eugen Onegin sjungs av John Forsell [3].
- 15 oktober – Elegier, dikter av den 23-årige Vilhelm Ekelund, utkommer [2].
- 27 oktober – Centralposthuset, som är ritat i Jugendstil, vid Vasagatan i Stockholm invigs i närvaro av Sveriges regering och kungafamilj. Arkitekten är Ferdinand Boberg, som samma år har skapat Rosenbad [4].

### November

Panama självständigt.

- 3 november – Området Panama bryts ur Colombia och blir en självständig republik.
- 4 november – USA skickar marinsoldater till Panama för att skydda amerikanska intressen och liv medan kanalbygge pågår [6].
- 12 november – De franska bröderna Lebaudy utför en rekordflygning på 55 kilometer med sitt 58 meter långa luftskepp.
- 18 november – USA och Panama kommer överens om att USA får alla rättigheter att bygga, driva och skydda Panamakanalen [1].
- 23 november – Den italienska tenoren Enrico Caruso gör sin USA-debut på Metropolitan Opera House i New York då han sjunger rollen som hertigen i Rigoletto.
- November – En 23 meter lång sillval strandar vid Morups tånge i Halland. Detta är den största val som anträffats i Sverige.

### December
- 1 december – Edwin Stanton Porters västernfilm Det stora tågrånet har biopremiär [1].

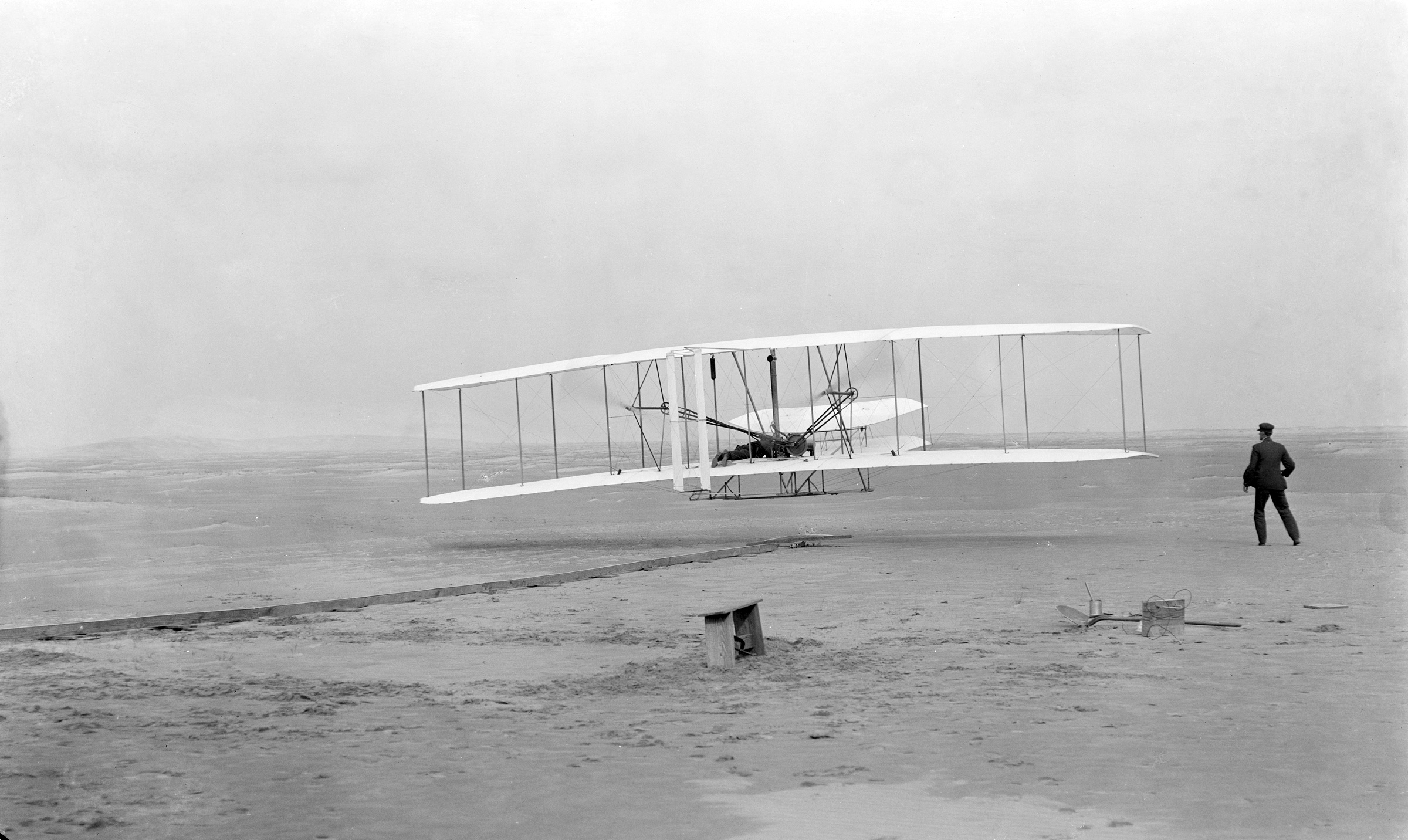
Bröderna Wright flyger.

- 10 december – Makarna Pierre och Marie Curie delar nobelpriset i fysik med Henri Becquerel medan svenske Svante Arrhenius får kemipriset. Bjørnstjerne Bjørnson får litteraturpriset [3].
- 15 december – Norges storting förbjuder valfångst i 10 år [5].
- 17 december – De amerikanska bröderna Orville och Wilbur Wright genomför med "Flyer 1" i Kitty Hawk i North Carolina, USA historiens första kontrollerade flygtur med motordriven farkost när de flyger 37 meter [4]. Flygplanet har de byggt själva.
- 21 december – Nederländerna antar en arbetarskyddslag.

### Okänt datum
- USA skickar 25 marinsoldater till Etiopien för att skydda USA:s generalkonsul under förhandlingsarbete [6].
- Koffein ersätter kokain som ingrediens i Coca-Cola [11].
- Suffragettrörelsen Women's Social and Political Union bildas.
- Kvinnoorganisationen Ženský Klub Český bildas.
- Klädesmärket Tiger grundas i Uddevalla.
- Offentliga läkarbefattningar i Sverige blir tillgängliga för ogifta kvinnor.
- Ledande personer ur Göteborgs borgerlighet lämnar en petition mot emigration till Oscar II.
- Det socialliberala Centralförbundet för socialt arbete bildas på initiativ av Gerda Meyerson och Gertrud af Klintberg. Förbundet består av frivilliga socialarbetare som är förmögna nog att arbeta heltid utan lön. Förbundet gör en betydande insats i den socialpolitiska debatten. Bland annat utbildar man fattigvårdsfunktionärer, arbetar för förebyggande fattigvård, tar initiativ till Stockholms Kooperativa Bostadsförening med mera.
- Ivan Bratt blir Sveriges dittills yngste läkare, vid 25 års ålder.
- En svensk skogsvårdslag antas för att säkra återväxten av skogen.
- Kommunala arbetsförmedlingar införs i Sverige.
- Endast sedlar utgivna av Riksbanken gäller nu som betalningsmedel i Sverige.
- LKAB och AB Gellivare Malmfält sammanslås och blir ett dotterbolag till Grängesbergsbolaget.
- Hemmets kokbok, en av de mest inflytelserika svenska böckerna om hem och hushåll, utges av Fackskolan för huslig ekonomi.
- Nordenskiölds fartyg Vega säljs till den skotske redaren Ferguson och går under året under i Melville Bay utanför Grönland.
- Gerda Östberg blir den första gifta kvinnan att disputera på en avhandling vid ett svenskt universitet.
- Skivbolaget AB Skandinaviska Grammophon (med etiketten Husbondens röst) grundas.
- Sveriges första pressbyråkiosker öppnas.
- I Danmark ersätts grekiska och latin av engelska, franska och tyska som huvudämnen på gymnasiet.
- I Sverige kommer en lag angående skolväsendet i Stockholm som säger att folkskolan skall vara en för staden gemensam angelägenhet, som skall vårdas av kommunen.
- Med nya "negerdansen" "Cake-Walk" anser vissa i Sverige att den "nödvändiggör snörlifvets borttagande" [2].
- Den första brandautomaten i Sverige har köpts från Tyskland till Eskilstuna [2].
- I Stockholm införs varmmjölksautomater, en mugg för fem öre [2].
- Sveriges kronprins köper en svenskbyggd automobil [2].
- Sveriges första biltävling hålls mellan Stockholm och Uppsala [12].

## Födda

### Första kvartalet

#### Januari
- 2 januari – Kane Tanaka, världens näst äldsta person någonsin. (död 2022)
- 7 januari – Albrecht Haushofer, tysk geopolitiker och professor. (död 1945)
- 10 januari – Flaminio Bertoni, italiensk bildesigner. (död 1964)
- 11 januari – Irma Leoni, svensk revyskådespelare och sångerska. (död 2002)
- 27 januari – John Eccles, australisk neurolog, nobelpristagare. (död 1997)

#### Februari
- 2 februari – Eugen Kogon, tysk författare och sociolog, överlevde Buchenwald. (död 1987)
- 10 februari – Waldemar Hoven, tysk SS-läkare, dömd krigsförbrytare. (död 1948)
- 13 februari – Georges Simenon, belgisk författare. (död 1989)
- 16 februari – Edgar Bergen, amerikansk buktalare. (död 1978)
- 18 februari – Nikolaj Podgornyj, sovjetisk politiker, president 1965–1977. (död 1983)
- 21 februari – Anaïs Nin, fransk-amerikansk författare. (död 1977)
- 22 februari – Hamdamsaltaneh Pahlavi, iransk prinsessa. (död 1992)
- 28 februari – Vincente Minnelli, amerikansk regissör. (död 1986)

#### Mars
- 3 mars – Nils Liljeqvist, svensk manusförfattare. (död 1973)
- 7 mars – J. Allen Frear, amerikansk demokratisk politiker, senator 1949–1961. (död 1993)
- 10 mars – Bix Beiderbecke, amerikansk jazzkornettist. (död 1931)
- 14 mars – Mustafa Barzani, kurdisk politiker. (död 1979)
- 16 mars – Mike Mansfield, amerikansk demokratisk politiker och diplomat. (död 2001)
- 18 mars – Galeazzo Ciano, italiensk politiker, svärson till Benito Mussolini. (död 1944)
- 21 mars – Ruth Stevens, svensk skådespelare. (död 1989)
- 26 mars– Nils Stolpe, finländsk militär och forstmästare. (död 1985)

### Andra kvartalet

#### April
- 9 april
  - Gregory G. Pincus, amerikansk läkare, p-pillrets uppfinnare. (död 1967)
  - Mimi Pollak, svensk skådespelare och regissör. (död 1999)
  - Anna-Lisa Ryding, svensk skådespelare och sångare. (död 1982)
- 12 april – Jan Tinbergen, nederländsk nationalekonom, ekonomipristagare till Alfred Nobels minne 1969. (död 1994)
- 18 april – Lulu Ziegler, dansk skådespelare, regissör och sångare. (död 1973)
- 20 april – Dagmar Edqvist, svensk författare. (död 2000)
- 21 april – Hans Hedtoft, dansk politiker, statsminister 1947–1950 och 1953–1955. (död 1955)
- 22 april – Karl Eberhard Schöngarth, tysk SS-officer. (död 1946)
- 24 april – José Antonio Primo de Rivera, spansk politiker. (död 1936)
- 25 april – Andrej Kolmogorov, rysk matematiker. (död 1987)
- 26 april – Karl-Magnus Thulstrup, svensk skådespelare och sångare. (död 2002)
- 27 april – Helge Zimdal, svensk arkitekt. (död 2002)

#### Maj
- 1 maj – Gösta Hådell, svensk kompositör, musikdirektör och musiker. (död 1975)
- 2 maj
  - Bing Crosby, amerikansk sångare och skådespelare. (död 1977)
  - Benjamin Spock, amerikansk barnläkare. (död 1998)
- 4 maj – Luther Adler, amerikansk skådespelare. (död 1984)
- 6 maj – Sten Axelson, svensk kompositör, sångare och pianist. (död 1976)
- 8 maj – Fernandel, fransk skådespelare. (död 1971)
- 12 maj – Lennox Berkeley, brittisk kompositör. (död 1989)
- 15 maj – Maria Reiche, tysk matematiker och arkeolog. (död 1998)
- 18 maj – Nils Jerring, svensk skådespelare och regissör. (död 1966)
- 23 maj – Walter Reisch, österrikisk-amerikansk, manusförfattare, regissör och filmproducent. (död 1983)
- 29 maj – Bob Hope, brittisk-amerikansk komiker. (död 2003)

#### Juni
- 4 juni
  - Joel Berglund, svensk operachef och hovsångare (basbaryton). (död 1985)
  - Gunnar Odelryd, svensk rekvisitör, filmarkitekt, inspicient och producent. (död 1972)
- 6 juni – Aram Chatjaturjan, armenisk kompositör. (död 1978)
- 8 juni – Ralph Yarborough, amerikansk demokratisk politiker, senator 1957–1971. (död 1996)
- 12 juni – Ragnar Brandhild, svensk fotograf, ateljéchef, inspicient och filmproducent. (död 1963)
- 14 juni – Steinar Jøraandstad, norsk skådespelare och sångare. (död 1946)
- 18 juni
  - Jeanette MacDonald, amerikansk skådespelare. (död 1965)
  - Raymond Radiguet, fransk författare. (död 1923)
- 19 juni – Lou Gehrig, amerikansk basebollspelare. (död 1941)
- 21 juni – Alf Sjöberg, svensk regissör vid Dramaten och filmregissör[2]. (död 1980)
- 22 juni
  - John Dillinger, amerikansk gangster. (död 1934)
  - Sten Lindgren, svensk skådespelare. (död 1959)
- 23 juni – Birgit Th. Sparre, svensk författare. (död 1984)
- 25 juni
  - Thomas C. Hennings, amerikansk demokratisk politiker, senator 1951–1960. (död 1960)
  - George Orwell, brittisk författare. (död 1950)

### Tredje kvartalet

#### Juli
- 1 juli – Amy Johnson, brittisk flygpionjär. (död 1941)
- 2 juli
  - Alec Douglas-Home, brittisk politiker, premiärminister 1963–1964. (död 1995)
  - Olav V, kung av Norge 1957–1991. (död 1991)
  - Charles Poletti, amerikansk demokratisk politiker, guvernör i New York 1942. (död 2002)
- 4 juli – Corrado Bafile, italiensk kardinal. (död 2005)
- 6 juli – Hugo Theorell, svensk biokemist, nobelpristagare. (död 1982)
- 10 juli
  - Werner Best, tysk nazistisk politiker och jurist. (död 1989)
  - Astrid Bodin, svensk skådespelare. (död 1961)
  - Karl Fritzsch, tysk SS-officer. (död 1945)
- 11 juli – Rudolf Abel, sovjetisk överste och spion. (död 1971)
- 12 juli – Julius Sjögren, svensk skådespelare. (död 1994)
- 15 juli – Kamaraj, indisk politiker. (död 1975)
- 16 juli – Adalberto Libera, italiensk arkitekt. (död 1963)
- 18 juli – Victor Gruen, österrikisk arkitekt. (död 1980)
- 19 juli – Arnold Haskell, brittisk danskritiker. (död 1980)
- 30 juli – Arnold Sjöstrand, svensk skådespelare och regissör. (död 1955)

#### Augusti
- 3 augusti – Habib Bourguiba, tunisisk politiker, Tunisiens president 1957–1987. (död 2000)
- 7 augusti – Louis Leakey, brittisk arkeolog. (död 1972)
- 9 augusti – Ludwig Heilmann, tysk militär. (död 1959)
- 10 augusti – Lasse Krantz, svensk skådespelare, sångare och revyartist. (död 1973)
- 23 augusti
  - Walter Linse, tysk jurist. (död 1953)
  - Charles F. Brannan, amerikansk demokratisk politiker, USA:s jordbruksminister 1948–1953. (död 1992)
- 24 augusti – Karl Hanke, tysk nazistisk politiker. (död 1945)

#### September
- 8 september – Sven Barthel, svensk författare, översättare[2]. (död 1991)
- 13 september – Claudette Colbert, fransk-amerikansk skådespelare. (död 1996)
- 14 september – Håkan Jahnberg, svensk skådespelare. (död 1970)
- 15 september – Roy Acuff, amerikansk countrymusiker och republikansk politiker. (död 1992)
- 18 september – Margret Nilsson, svensk politiker (bondeförbundare). (död 1986)
- 20 september – Alva Garbo, svensk skådespelare. (död 1926)
- 21 september – Preston Tucker, amerikansk företagare och bildesigner. (död 1956)
- 25 september
  - Ernest S. Brown, amerikansk republikansk politiker, senator 1954. (död 1965)
  - Mark Rothko, ryskfödd amerikansk konstnär. (död 1970)
- 26 september
  - Einar Kjellén, svensk arkeolog. (död 2000)
  - Arne Furumark, svensk arkeolog. (död 1982)

### Fjärde kvartalet

#### Oktober
- 1 oktober – Vladimir Horowitz, ukrainsk-amerikansk pianist. (död 1989)
- 4 oktober – Ernst Kaltenbrunner, österrikisk nazist. (död 1946)
- 17 oktober – Gösta Wallenius, svensk textförfattare, kapellmästare, kompositör och arrangör av filmmusik. (död 1978)
- 23 oktober
  - Maja Nilsson, svensk politiker. (död 1986)
  - Richard Thomalla, tysk SS-officer. (död 1945)
- 28 oktober
  - Elly Holmberg, svensk dansare. (död 2001)
  - Evelyn Waugh, brittisk författare. (död 1966)

#### November
- 5 november – William A. Dawson, amerikansk republikansk politiker, kongressledamot 1947–1949 och 1953–1959. (död 1981)
- 7 november – Konrad Lorenz, österrikisk zoolog och etolog. (död 1989)
- 16 november – Hans Nockemann, tysk SS-officer. (död 1941)
- 20 november – Aleksandra Danilova, rysk ballerina. (död 1997)
- 27 november – Lars Onsager, norsk-amerikansk kemist, nobelpristagare. (död 1976)
- 28 november – J. Howard McGrath, amerikansk demokratisk politiker. (död 1966)

#### December
- 4 december – James Russell Wiggins, amerikansk journalist och diplomat, FN-ambassadör 1968–1969. (död 2000)
- 17 december – Erskine Caldwell, amerikansk författare. (död 1987)
- 18 december – Helge Mauritz, svensk skådespelare och sångare. (död 1991)
- 26 december – Heinz Reinefarth, tysk SS-general. (död 1979)
- 28 december – Ben Ramsey, amerikansk demokratisk politiker. (död 1985)
- 30 december – Einar Groth, svensk violinist, kapellmästare och kompositör. (död 1964)

## Avlidna

### Första kvartalet

#### Januari
- 13 januari – Karl Dziatzko, 60, tysk klassisk filolog och bibliotekarie.
- 16 januari – Josef Franz Freyn, 57, österrikisk botaniker.
- 18 januari – Abram Hewitt, 80, amerikansk industrialist och demokratisk politiker, borgmästare i New York 1887–1888.
- 26 januari – Carl Fredrik Bergstedt, 85, svensk bruksägare, publicist och riksdagsman.
- 28 januari – Augusta Holmès, 55, fransk kompositör.

#### Februari
- 1 februari – George Gabriel Stokes, 83, irländsk matematiker och fysiker.
- 3 februari – Walfrid Weibull, 69, svensk pionjär som fröförädlare och grundare av familjeföretaget Weibulls.
- 7 februari – Robert H. May, 80, amerikansk affärsman och politiker.
- 20 februari – Gotthard Werner, 65, svensk tecknare och historiemålare.
- 26 februari – Richard Gatling, 84, amerikansk uppfinnare av Gatling-kulsprutan.

#### Mars
- 16 mars – Roy Bean, amerikansk fredsdomare.
- 25 mars – Sir Hector MacDonald, 50, brittisk general.
- 31 mars – Henry W. Corbett, 76, amerikansk republikansk politiker, senator 1867–1873.

### Andra kvartalet

#### April
- 11 april – Gemma Galgani, 25, italiensk jungfru och mystiker; helgon.
- 26 april – Malwida von Meysenbug, 86, tysk författare.

#### Maj
- 8 maj – Paul Gauguin, 54, fransk impressionistisk målare och grafiker (död utfattig och ensam på La Dominica, en av Marquesasöarna i Söderhavet) [4].
- 19 maj – Carl Snoilsky, 61, svensk greve, överbibliotekarie och poet, Svenska bilder, ledamot av Svenska Akademien.
- 25 maj – Marcel Renault, 31, fransk racerförare och bilkonstruktör, medgrundare av Renault.

#### Juni
- 11 juni – Alexander I av Serbien, 26, kung av Serbien sedan 1889.
- 23 juni – Ludwig Franzius, 71, tysk vattenbyggnadsingenjör.

### Tredje kvartalet

#### Juli
- 17 juli – James McNeill Whistler, 69, amerikansk-brittisk målare och grafiker.
- 20 juli – Leo XIII, 93, påve sedan 1878.
- 21 juli – Anders Huss, 61, svensk kronofogde och riksdagsman.
- 26 juli – Lina Sandell, 70, svensk diktare, teolog, författare och psalmförfattare.

#### Augusti
- 1 augusti – Calamity Jane, 51, amerikansk vildavästernhjältinna.
- 17 augusti – Wilhelm Spånberg, 59, svensk godsägare, bruksägare och politiker (liberal).
- 31 augusti – Albert Eriksson, 33, tidningsman och översättare.

#### September
- 23 september – Charles B. Farwell, 80, amerikansk republikansk politiker, senator 1887–1891.

### Fjärde kvartalet

#### Oktober
- 14 oktober – Henry L. Mitchell, 72, amerikansk demokratisk politiker och jurist, guvernör i Florida 1893–1897.
- 26 oktober – Maurice Rollinat, 56, fransk poet.

#### November
- 1 november – Theodor Mommsen, 85, tysk historiker, nobelpristagare.
- 12 november – Camille Pissarro, 73, fransk impressionistisk målare.
- 20 november – Tom Horn, 42, amerikansk brottsling, avrättad.
- 24 november – Johann Baptist von Anzer, 52, tysk katolsk missionsledare.

#### December
- 5 december – Emil von Qvanten, 76, finländsk skald och publicist.
- 8 december – Herbert Spencer, 83, brittisk liberal filosof.
- 13 december – Alexander McDonald, 71, amerikansk republikansk politiker, senator 1868–1871.
- 26 december – Giuseppe Zanardelli, 77, italiensk politiker.

## Nobelpris[13]
- Fysik
  - Henri Becquerel, Frankrike
  - Pierre Curie, Frankrike
  - Marie Curie, Frankrike
- Kemi – Svante Arrhenius, Sverige
- Medicin – Niels Ryberg Finsen, Danmark
- Litteratur – Bjørnstjerne Bjørnson, Norge
- Fred – Randal Cremer, Storbritannien

### Fotnoter
1. 1 2 3 4 5 6 7 8 9 10 11  100 år med Aftonbladet – 1903, 1999
2. 1 2 3 4 5 6 7 8 9 10 11  Hundra år i Sverige – 1903, Hans Dahlberg, Albert Bonniers, 1999
3. 1 2 3 4 5 6 7 8 9  Sverige 1900-talet – 1903, NE, Bra Böcker, 2000
4. 1 2 3 4 5 6 7  20:e århundrades När Var Hur – 1903, Bernt Himmelstedt, Forum, 1999
5. 1 2 3 4 5  Faktakalendern 2000 – 1901 (Utlandet) , Semic, 1999
6. 1 2 3 4 5  ”USA:s militära insatser i utlandet”. Arkiverad från originalet den 9 december 2013. https://web.archive.org/web/20131209174005/http://www.history.navy.mil/library/online/forces.htm. Läst 31 januari 2011.
7. ↑  100 år med Aftonbladet – Bomber och terror får världen att huka, 1999
8. ↑  Faktakalendern 1996, Semic, 1995
9. ↑  Frida Stéenhoff, Feminismens moral, Föredrag hållet i Sundsvall den 30 juni 1903, Stockholm, Wahlström & Widstrand, 1903 (Ingår i antologin Könspolitiska texter, Makadam Förlag, 2012. ISBN 978-91-7061-105-6)
10. ↑  ”World Statesmen”. http://www.worldstatesmen.org/Niue.htm.
11. ↑  ”Narkotika”. Arkiverad från originalet den 24 maj 2011. https://web.archive.org/web/20110524131828/http://members.fortunecity.com/simulatorsmusicsite/droger/narkotika.htm.
12. ↑  ”100 år med Aftonbladet”. http://wwwc.aftonbladet.se/special/1900/00/bil.html. – Sverige rullar in i 1900-talet, 1999
13. ↑  ”Nobelpriset”. https://www.nobelprize.org/prizes/lists/all-nobel-prizes/. Läst 10 april 2011.